# Pętkowski

Herb Pętkowski

Pętkowski (Penkoffski, Pentekofski, Pentkowski, Ponnthkowszki) – pomorski herb szlachecki, herb własny rodziny Pętkowskich. Herb ten jest nieznany klasycznym herbarzom, ani polskim, ani niemieckim.

## Opis herbu
Opis zgodnie z klasycznymi regułami blazonowania:
W polu zwierzę (baran? ryś?) wspięte. Klejnot: nad hełmem w koronie nieokreślone godło (jakby krzyż równoramienny wpisany w okrąg). Labry. Barwy nieznane.
Herb tu przedstawiony jest rekonstrukcją na bazie niewyraźnego odcisku pieczętnego.

## Najwcześniejsze wzmianki
Pieczęć Tomasza Pętkowskiego, ławnika ziemskiego puckiego w latach 1586-1593, odciśnięta na dokumencie z 15 czerwca 1592 roku. Dokument przechowywany jest w Archiwum Państwowym w Gdańsku. 

## Herbowni
Pętkowski (Pantkewitz, Pantkowitz, Pantkowski, Pantoffszky, Pantofski, Penkoffski, Pentekofski, Pentkowitz, Pentkowski, Petkowski, Pętkowsky, Piętkowski, Ponnthkowszki). Polskim herbarzom znane są wyłącznie inne rodziny tego nazwiska, głównie mazowieccy Piętkowscy herbu Jastrzębiec, którzy w gałęziach używali także herbów Junosza, Ostoja i Pernus. Paweł Piętkowski, możliwe że z tego rodu, przyjął herb Piestnik, być może omyłkowo, nie znając własnego herbu.

## Rodzina Pętkowski
Bardzo mało znana rodzina szlachecka, biorąca nazwisko od wsi Pętkowice koło Wjherowa. Jej protoplastą może być Piotr z Pętkowic, wzmiankowany w 1392 roku. Piotr i Paweł Pętkowski wystąpili w 1399 roku. Następnie w 1406 roku wymieniono Więcka z Pętkowic i w 1450 roku Swabura i Piotra z Pętkowic. W roku 1526 król Polski potwierdził Walpurdze z Pętkowic z synami prawo do Pętkowic i dwóch łąk. Wymieniony w 1570 roku Tomasz Piętkowski był jedynym znanym przedstawicielem rodziny pełniącym jakąś służbę ziemską - piastował godność ławnika ziemskiego puckiego w latach 1586-93. W późniejszych czasach rodowa siedziba podzieliła się na Wielkie i Małe Pętkowice. Wydaje się, że ród wygasł lub opuścił Kaszuby w połowie XVII wieku.